# Resurrection (Brian May)
Resurrection è un singolo del cantante britannico Brian May, pubblicato il 7 giugno 1993 come quarto estratto dal primo album in studio Back to the Light.

## Descrizione
Il brano si apre con un violento groove di batteria che lascia poi spazio al riff principale di chitarra. Resurrection è caratterizzato da un alternarsi di assoli e strofe, dove May prende il ruolo di chitarrista solista e voce (notare negli assoli la tecnica del tapping, da lui molto usata). Il brano è stato inoltre realizzato con la partecipazione di Cozy Powell alla batteria e del chitarrista australiano Jimie Page alla parte ritmica; rappresenta sicuramente la traccia più aggressiva dell'album e della carriera solista del chitarrista dei Queen.

## Tracce
Testi e musiche di Brian May, eccetto dove indicato
CD – parte 1, MC, 12" (Regno Unito)
1. Resurrection (with Cozy Powell) – 4:39 (musica: Brian May, Cozy Powell, Jimie Page)
2. Love Token – 5:27
3. Too Much Love Will Kill You (Live Version) – 4:42 (Brian May, Frank Musker, Elizabeth Lamers)

CD – parte 2 (Regno Unito)
1. Resurrection (with Cozy Powell) – 4:39 (musica: Brian May, Cozy Powell, Jimie Page)
2. Driven by You Two – 1:32
3. Back to the Light (Live Version) – 4:51
4. Tie Your Mother Down (Live Version) (featuring guest appearance by Slash) – 3:30 – originariamente interpretata dai Queen

CD maxi (Giappone)
1. Resurrection (with Cozy Powell) – 4:39 (musica: Brian May, Cozy Powell, Jimie Page)
2. Love Token – 5:27
3. Too Much Love Will Kill You (Live Version) – 4:42 (Brian May, Frank Musker, Elizabeth Lamers)
4. Back to the Light (Live Version) – 4:51
5. Tie Your Mother Down (Live Version) (featuring guest appearance by Slash) – 3:30 – originariamente interpretata dai Queen
6. Blues Breaker
7. Star Fleet
8. Let Me Out

## Formazione
- Brian May – voce, cori, chitarra, tastiera, produzione
- Cozy Powell – batteria
- Don Airey – tastiera aggiuntiva
- Justin Shirley-Smith – coproduzione, ingegneria del suono
- Brian Zellis – assistenza tecnica
- Kevin Metcalfe – mastering
- Sean Lynch – ingegneria del suono aggiuntiva
- Leis Masses – ingegneria del suono aggiuntiva